# Кот Геннадій Едуардович
Геннадій Кот (нар. 1963, Київ) — український сучасний музикант, гобоїст. Соліст і концертмейстер групи гобоїв Національного заслуженого академічного симфонічного оркестру України, Заслужений артист України.

## Біографія
Народився в Києві. Навчався у Першій київській музичній школі імені Я. Степового за класом гобоя у С. Доркіна та М. Севрука. Продовжив навчання у Київському музичному училищі імені Глієра, у класі В. Бойка, та в Київській державній консерваторії імені Чайковського у О. Безуглого.
З ім'ям Геннадія Кота пов'язаний розвиток і становлення сучасної школи гри на гобої в Україні.
Вже понад 20 років він працює в Державному симфонічному оркестрі України. За плідну працю його відзначили почесним званням Заслуженого артиста України. Концертмейстер групи гобоїв. Викладає в середній музичній школі імені М. Лисенка, завідувач духового відділу.